# 科爾寧 (里夫內區)
50°33′29″N 26°17′11″E / 50.55806°N 26.28639°E

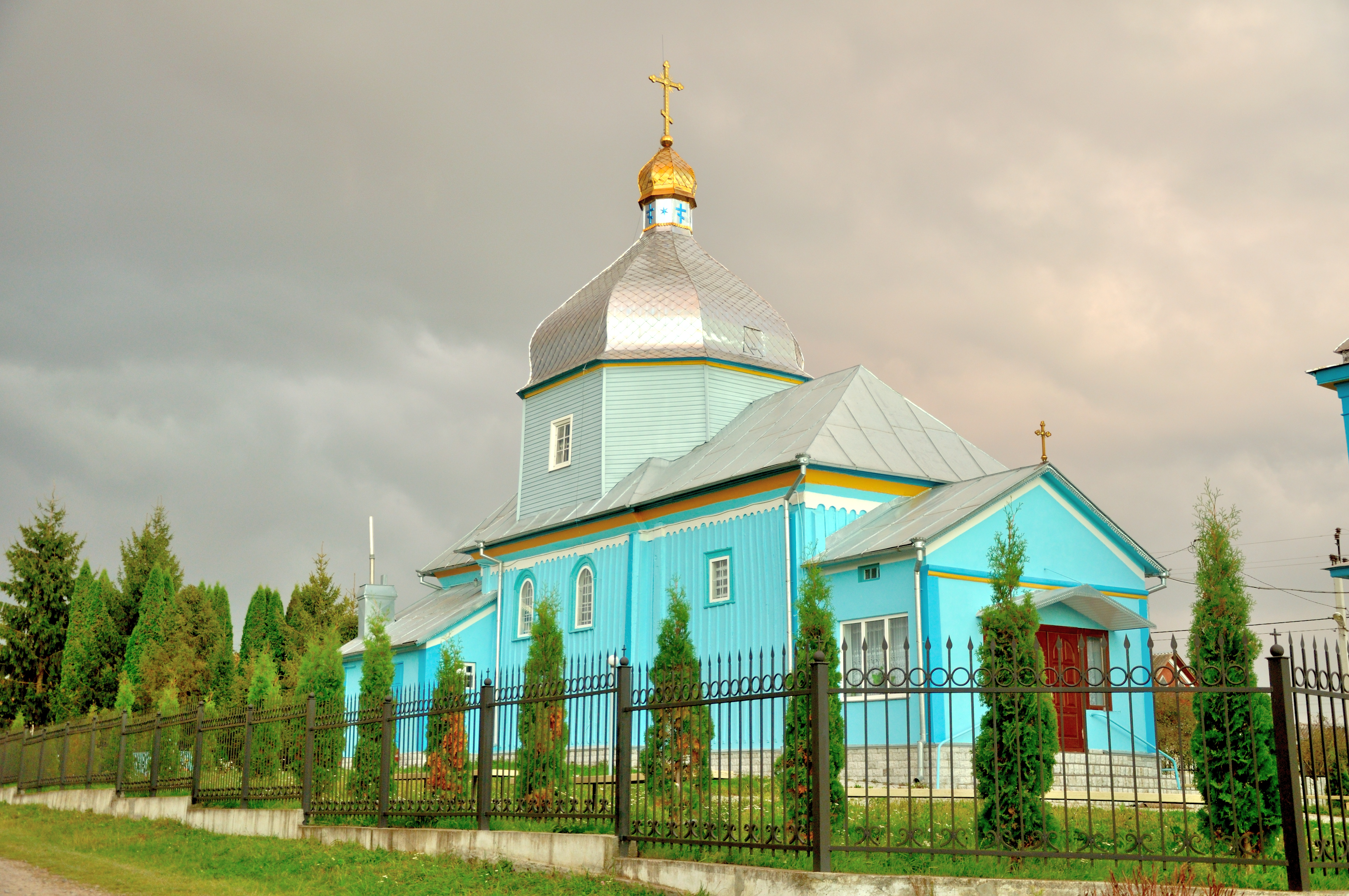
教堂

科爾寧（烏克蘭語：Корнин），是烏克蘭西北部里夫内州里夫内区科爾寧市鎮的村落及其行政中心。始建於1545年，面積1.28平方公里，海拔高度186米，2001年人口2,363，人口密度每平方公里1,846.1人。